# Нисидзима, Кадзухико
Кадзухи́ко Нисидзи́ма (яп. 西島 和彦 Нисидзима Кадзухико) (англ. Kazuhiko Nishijima, иногда транскрибируется на русский как Кацухико Нишиджима; 4 октября 1926, Цутиура, префектура Ибараки, Япония — 15 февраля 2009, Токио, Япония) — японский физик-теоретик, работавший в области теории слабых взаимодействий. Один из создателей формулы Гелл-Манна — Нисидзимы. Ввёл квантовое число странность и открыл закон сохранения странности в электромагнитных и сильных взаимодействиях (1953, совместно с Т. Наканой, независимо от М. Гелл-Манна). Предсказал существование мюонного нейтрино (1957). Член Японской академии, иностранный член Академии наук СССР.

## Биография
- Учился в Токийском университете, закончил его в 1948 году.
- Осакский муниципальный университет[англ.] (1950—1959)
- Институт физики Общества Макса Планка, Гёттинген, ФРГ (1956—1957)
- Институт фундаментальных исследований, Принстон, США (1957—1958)
- Иллинойсский университет, США (1959—1967), на должности профессора.
- Токийский университет, Япония, с 1967.
- Умер 15 февраля 2009 года от острой лимфатической лейкемии[3], после продолжительной болезни.

## Награды и премии
- Мемориальная премия Нисины[яп.] (1955)
- Премия Японской академии наук (1964)
- Стипендия Гуггенхайма (1965)
- Toray Science and Technology Prize (1969)
- Заслуженный деятель культуры[англ.] (1993)
- Орден Культуры (2003)